# بوريسوفكا
بوريسوفكا (بالروسية: Борисовка) هي مدينة في مقاطعة بيلغورود أوبلاست في روسيا.